# Bok Palanječki
Bok Palanječki – wieś w Chorwacji, w żupanii sisacko-moslawińskiej, w gminie Martinska Ves. W 2011 roku liczyła 138 mieszkańców.